# 蔡壁
蔡壁（1533年—？），字伯宿，錦衣衛官籍，浙江杭州府錢塘縣人，明朝政治人物。

## 生平
嘉靖三十四年（1555年）乙卯科順天鄉試第一百十六名舉人，隆慶二年（1568年）中式戊辰科會試第三百七十名，三甲第一百四十四名進士。萬曆元年（1573年）官荆州府同知。

## 家族
曾祖蔡讃，遇例冠帶；祖父蔡杰；父蔡文德，母孫氏。永感下。弟蔡墀、蔡增、蔡均。